# فرودگاه فس–سایس
فرودگاه فس-سایس (به انگلیسی: Fes-Saïss Airport) (به زبان بومی: Fes-Saïss Airport) یک فرودگاه همگانی با کد یاتا FEZ است که یک باند فرود آسفالت دارد و طول باند آن ۳۲۰۰ متر است. این فرودگاه در شهر فاس کشور مراکش قرار دارد و در ارتفاع ۵۷۹ متری از سطح دریا واقع شده است.